# 1985
För andra betydelser, se 1985 (olika betydelser).
1985 (MCMLXXXV) var ett normalår som började en tisdag i den gregorianska kalendern.

## Händelser

### Januari
- 10 januari – 30 ton rykande svavelsyra läcker ut vid Boforsverken i Karlskoga, Sverige. Giftmolnet täcker stora delar av staden, och befolkningen måste stanna inne [1].
- 11 januari – En turistande kvinna från Mellanöstern blir bestulen på juveler för cirka 10 miljoner kronor på varuhuset Harrods i London.
- 13 januari
  - 418 personer dödas och omkring 550 skadas vid en tågolycka vid Awash, Etiopien [2].
  - Tre reservofficerare grips på bar gärning vid ett inbrott på Berga örlogsbas.
- 14 januari – Israel beslutar att stegvis dra tillbaka sina trupper från södra Libanon.
- 17 januari – British Telecom meddelar att de ska avskaffa de klassiska röda telefonkioskerna.
- 20 januari – Ronald Reagan svär den amerikanska presidenteden för andra gången.
- 21 januari – Det beslutas att Stockholm återigen ska kallas stad och inte kommun [3].
- 22 januari – Sverige ratificerar Världsarvskonventionen.
- 23 januari
  - Den svenska regeringen beslutar att satsa en miljard på det krisdrabbade Uddevallavarvet, efter Svenska Varvs beslut den 11 december 1984 att lägga ner varvet [4].
  - Fyra vargar som rymt från en djurpark i Höör skjuts ihjäl med allmänhetens säkerhet som motivering.

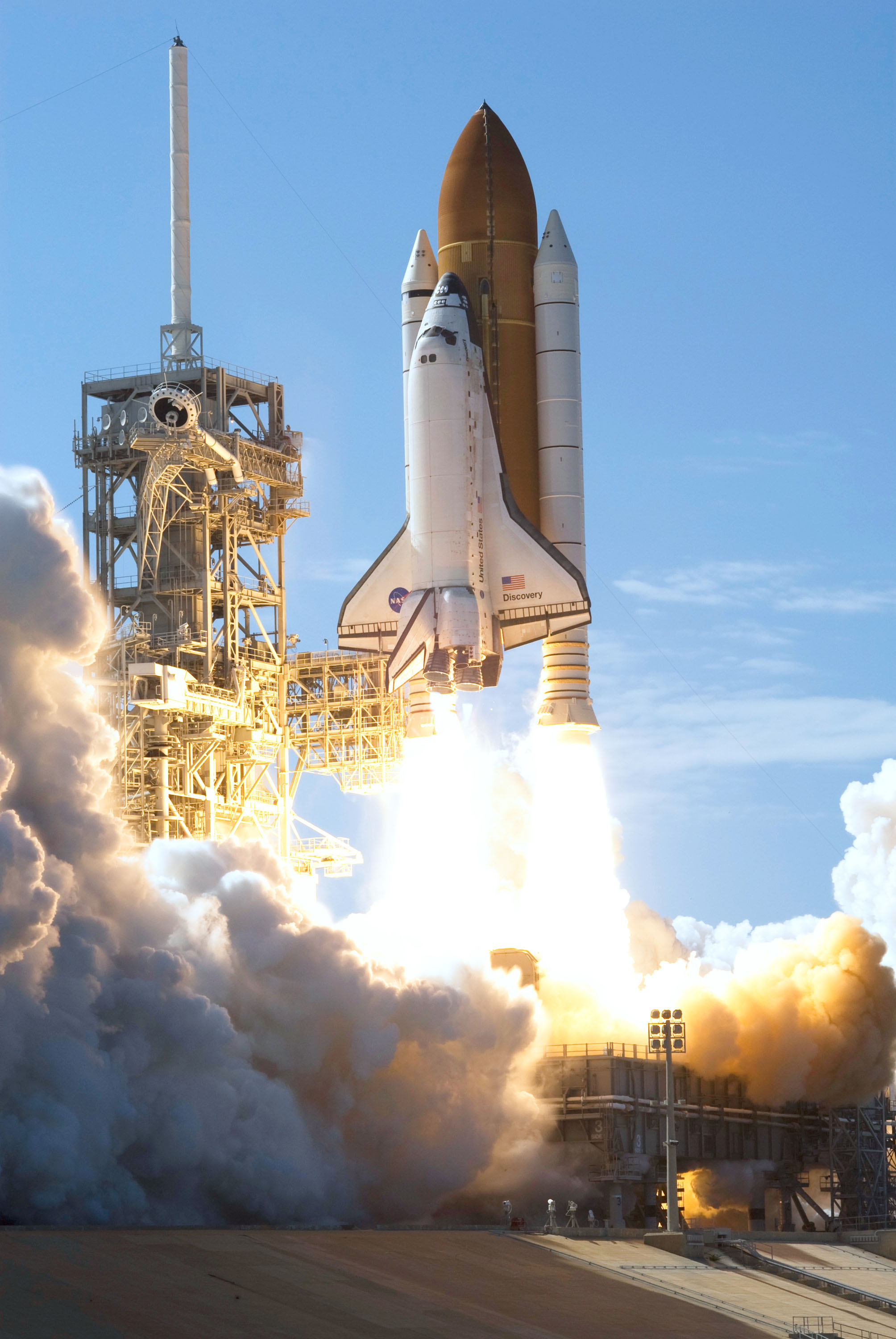
Discovery USA:s första uppskjutning med rymdfärjan som var av strikt militär natur.

- 24 januari – USA sänder upp rymdfärjan, Discovery i den första flygningen som var av strikt militär natur STS-51-C .
- 27 januari – I Seefeld in Tirol i Österrike avslutas världsmästerskapen i nordisk skidsport med att Gunde Svan, Sverige vinner herrarnas 50 kilometer längdskidåkning, efter att ha inlett med seger på 30 kilometer [5].
- 30 januari – OPEC beslutar för andra gången att sänka oljepriset.

### Februari
- 1 februari – Grönland lämnar EG [6].
- 2 februari – En politisk storm utbryter då Sveriges utrikesminister Lennart Bodström säger sig inte tro på att Sverige utsatts för ubåtskränkningar [7].
- 3 februari – Desmond Tutu blir den förste svarte ärkebiskopen i sydafrikanska Johannesburg [8].
- 6 februari – Steve Jobs lämnar företaget Apple Computer.
- 8 februari – Filmen Terminator har biopremiär i Sverige
- 14 februari
  - CNN-reportern Jeremy Levin befrias från fångenskapen i Libanon.[9]
  - Dollarn pendlar mot 10-kronorsstrecket och det svenska bensinpriset går upp över 4:50.
- 19 februari – 148 personer omkommer då en Boeing 727 kolliderar med en TV-mast under landning i Bilbao, Spanien [2].
- 20 februari – Den nya svenska Sydafrikalagen innebär att svenska företag inte får ge lån till sydafrikanska staten samt att svenska företag med verksamhet i Sydafrika skall lämna uppgifter om de anställdas villkor [4].
- 24 februari – Polisen i Göteborg avslöjar en narkotikaliga och beslagtar 60 kg cannabis.
- 25 februari – Rättegången mot den misstänkte spionen Arne Treholt inleds i Oslo.

### Mars
- 3 mars – Reaktor 3 i Oskarshamn fasas för första gången in på det svenska stamnätet, sju månader före den planerade tidpunkten.
- 5 mars – Gruvarbetarstrejken i Storbritannien avbryts efter nästan ett år [8].
- 6 mars - Första[10] Ronald McDonald Huset i Europa invigs, vid Academisch Medisch Centrum i Amsterdam.
- 8 mars – Den svenska regeringen inför allmänt prisstopp [3].
- 9 mars - Anders Eklund, Sverige blir Europamästare i tungviktsboxning genom att besegra norrmannen Steffen Tangstad.

- 11 mars

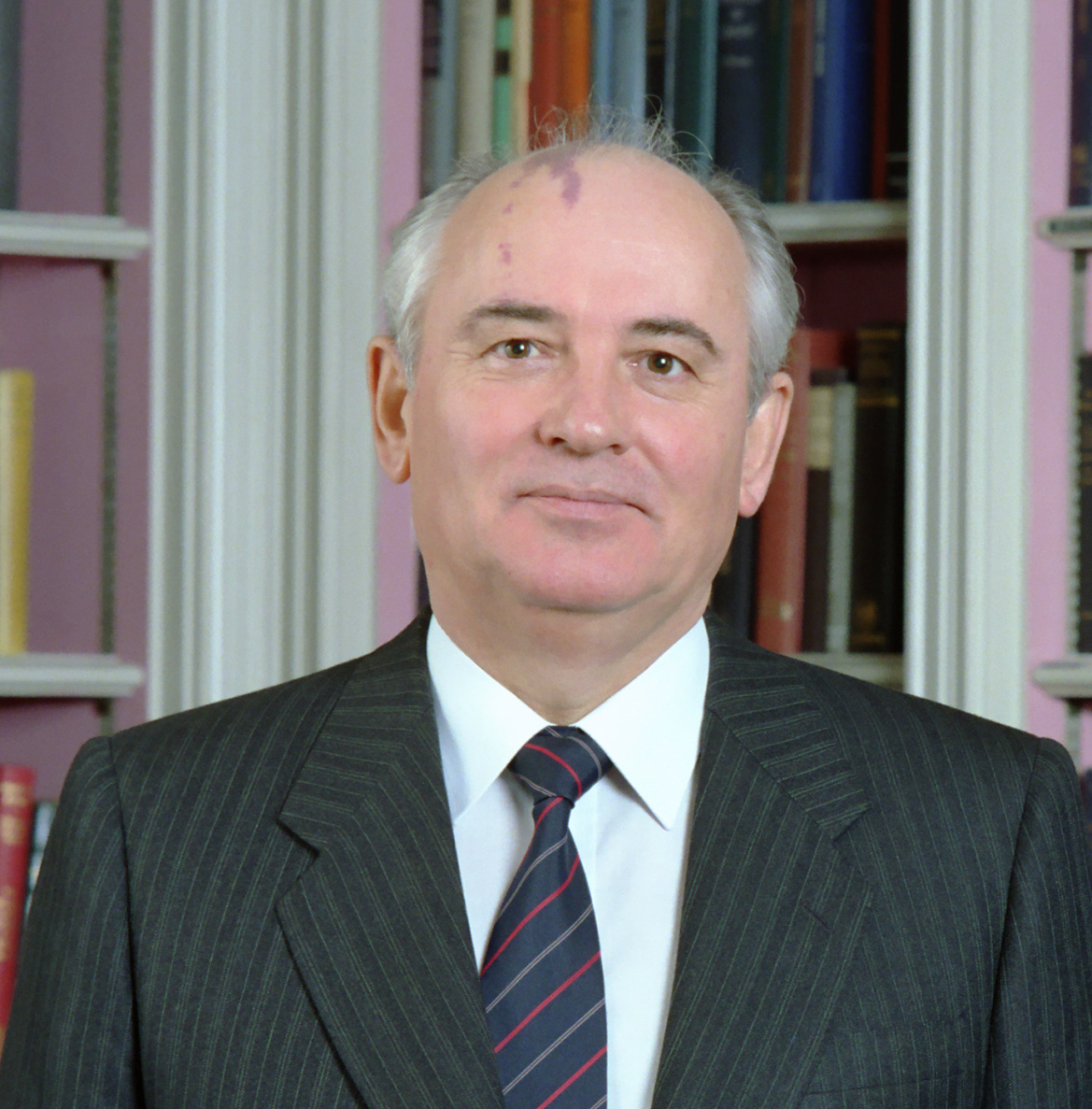
Michail Gorbatjov väljs till generalsekreterare i det sovjetiska kommunistpartiet.

  - 54-årige Michail Gorbatjov väljs till generalsekreterare för Sovjetunionens kommunistiska parti [5].
  - En busschaufför och en 7-årig skolflicka omkommer vid en krock mellan ett godståg och en skolbuss nära Skövde, Sverige. Ytterligare ett barn avlider av skadorna en vecka senare.
- 26 mars – Det statliga norska oljebolaget Statoil köper svenska Esso och står därmed för 18 % av bensinhandeln i Sverige.

### April
- 1 april – Sveriges generalkonsul i San Marino förklarar att Sverige och San Marino inte längre är i krig med varandra (Sverige och San Marino glömde på grund av en lapsus att sluta fred vid Wienkongressen 1814).

Statskupp i Sudan.

- 6 april – Jaafar al-Nimeirys militärdiktatur i Sudan störtas vid en statskupp och ersätts av en ny diktatur under Abdel Rahman Swar al-Dahab.
- 7 april – Den första operationen i Europa med konstgjort hjärta utförs på Karolinska sjukhuset. Patienten överlever i tre månader [7], till 21 november. Professor Bjarne Semp genomför operationen [4].
- 13 april – Sympatisörer och medlemmar i Nordiska rikspartiet jagas på flykten av cirka 2 000 motdemonstranter vid ett möte i Växjö [4].

### Maj
- 2 maj – När 20 000 svenska statstjänstemän inom TCO-S går i strejk, stängs skolor och postkontor [7].
- 3 maj – Övriga fackförbund för statsanställda gör upp med arbetsgivaren som lockoutar 80 000 arbetstagare inom TCO-S.
- 4 maj – Bobbysocks låt La det swinge vinner Eurovision Song Contest i Scandinavium i Göteborg för Norge[11]. Lill Lindfors leder programmet, och uppmärksammas för ett trick då hon tappade kjolen.[12]
- 5 maj – Förenta staternas president Ronald Reagan besöker krigskyrkogården i Bitburg, där tyska SS-soldater ligger begravda.
- 7 maj – Den nya svenska 500-kronorssedeln möter motstånd i snapphanebygden, då den avbildar Karl XI.
- 8 maj – Sverige inför 500-kronorssedeln [3].
- 11 maj – 52 åskådare omkommer då en fullsatt fotbollsläktare börjar brinna i Bradford [5].
- 14 maj – 78 personer dödas då tamilsk gerilla anfaller staden Anuradhapura i norra Sri Lanka [8].
- 16 maj – En värmebölja utbryter i Sverige.
- 19 maj
  - En uppgörelse nås i den svenska statstjänstemannastrejken [7].
  - Över 40 000 hektar ödelägs vid en skogsbrand i Florida, USA [1].
- 21 maj
  - Tidigare Boforsingenjören Ingvar Bratt erkänner offentligt att företaget smugglat Robot 70 till krigförande stater [5] och att han har lämnat uppgifter om företagets vapensmuggling till Svenska freds- och skiljedomsföreningen [5].
  - Österrike köper 24 begagnade Drakenplan från SAAB-Scania.
- 22 maj – Skärpt kontroll av flyktingar med falska pass införs i Trelleborg. De skickas tillbaka med båten till Östtyskland [7].
- 23 maj – 23 000 bönder demonstrerar mot den svenska regeringens jordbrukspolitik.
- 25 maj – Över 10 000 personer dödas och 250 000 blir hemlösa vid orkan och flodvåg i Bangladesh [13].
- 27 maj – Storbritannien och Kinas avtal om Hongkongs återförening med Kina 1997 träder i kraft [6].
- 29 maj – 39 människor dödas under läktarbråk mellan fotbollssupportrar till Liverpool FC och Juventus FC på Heyselstadion i Bryssel inför Europacupfinalen i fotboll [5].
- 30 maj – Sturebadet i Stockholm brinner ner.

### Juni

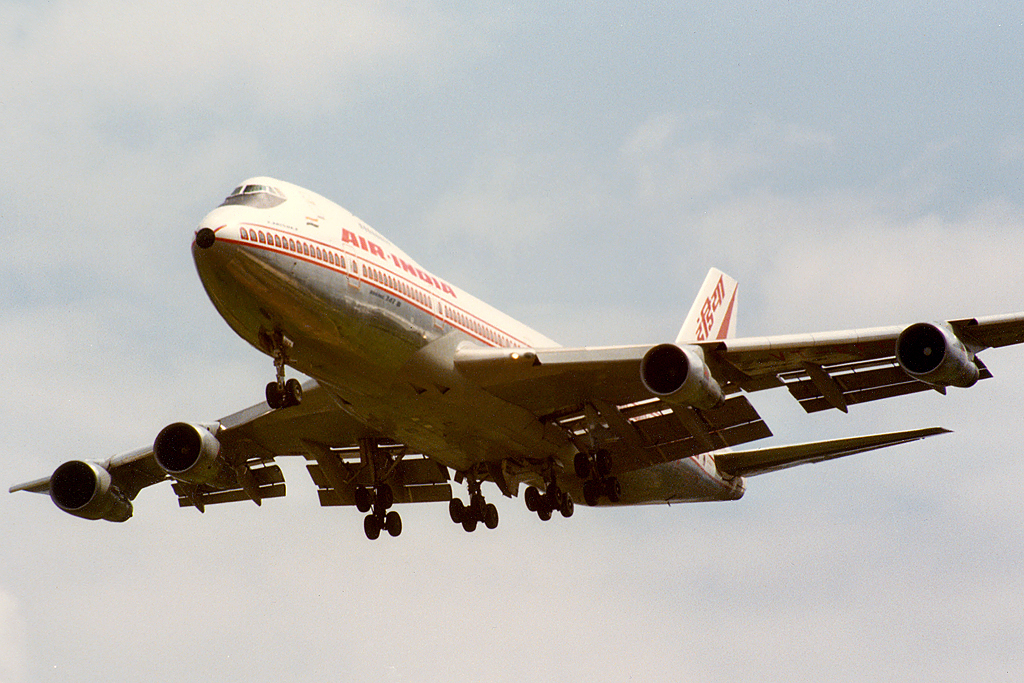
329 personer omkommer då ett indisk passagerarflygplan störtar i Atlanten.

- 3 juni – Sveriges riksdag beslutar att avveckla kärnkraften till 2010 och stoppa utbyggnaden av älvarna.
- 4 juni – I Sverige antar Sveriges riksdag ett förslag från Sveriges regering om ny grundskollärarutbildning som skall träda i kraft den 1 juli 1988.
- 8–9 juni – Bruce Springsteen håller stora konserter på Ullevi i Göteborg under sin Born in the USA-världsturné.
- 10 juni – Israel drar tillbaka sina sista soldater från Libanon [8].
- 14 juni
  - Ett amerikanskt flygplan kapas i Aten och tvingas flyga fram och tillbaka mellan Beirut och Alger.
  - Schengenavtalet undertecknas av företrädare för Belgien, Frankrike, Luxemburg, Nederländerna och Västtyskland.
- 15 juni
  - Större delen av det svenska prisstoppet avskaffas [3].
  - Skåne och Halland drabbas av en jordbävning med styrkan 4,5 på Richterskalan. Inga skador rapporteras [3].
- 19 juni
  - 3 personer omkommer och 42 skadas när en bomb detonerar i en avgångshall på Frankfurt Mains flygplats.
  - Bokförlaget Bra Böcker AB i Höganäs får den svenska regeringens uppdrag att utge Nationalencyklopedin. Sveriges regering och Kulturrådet anslår tillsammans 17 miljoner SEK till projektet [4].
  - Polisen i Stockholm hittar 700 kg marijuana i tidigare beslagtagna kassaskåp.
- 20 juni – I Norge döms Arne Treholt till 20 års fängelse för spioneri.
- 23 juni – 329 personer omkommer då ett indisk passagerarflygplan störtar i Atlanten [2].
- 27 juni – Den svenska regeringen stoppar SAS flygningar till Sydafrika.
- 30 juni – Sveriges f.d. statsminister Tage Erlanders kista förs genom Stockholm på en sista färd som kantas av 50 000 personer [5].

### Juli
- 1 juli

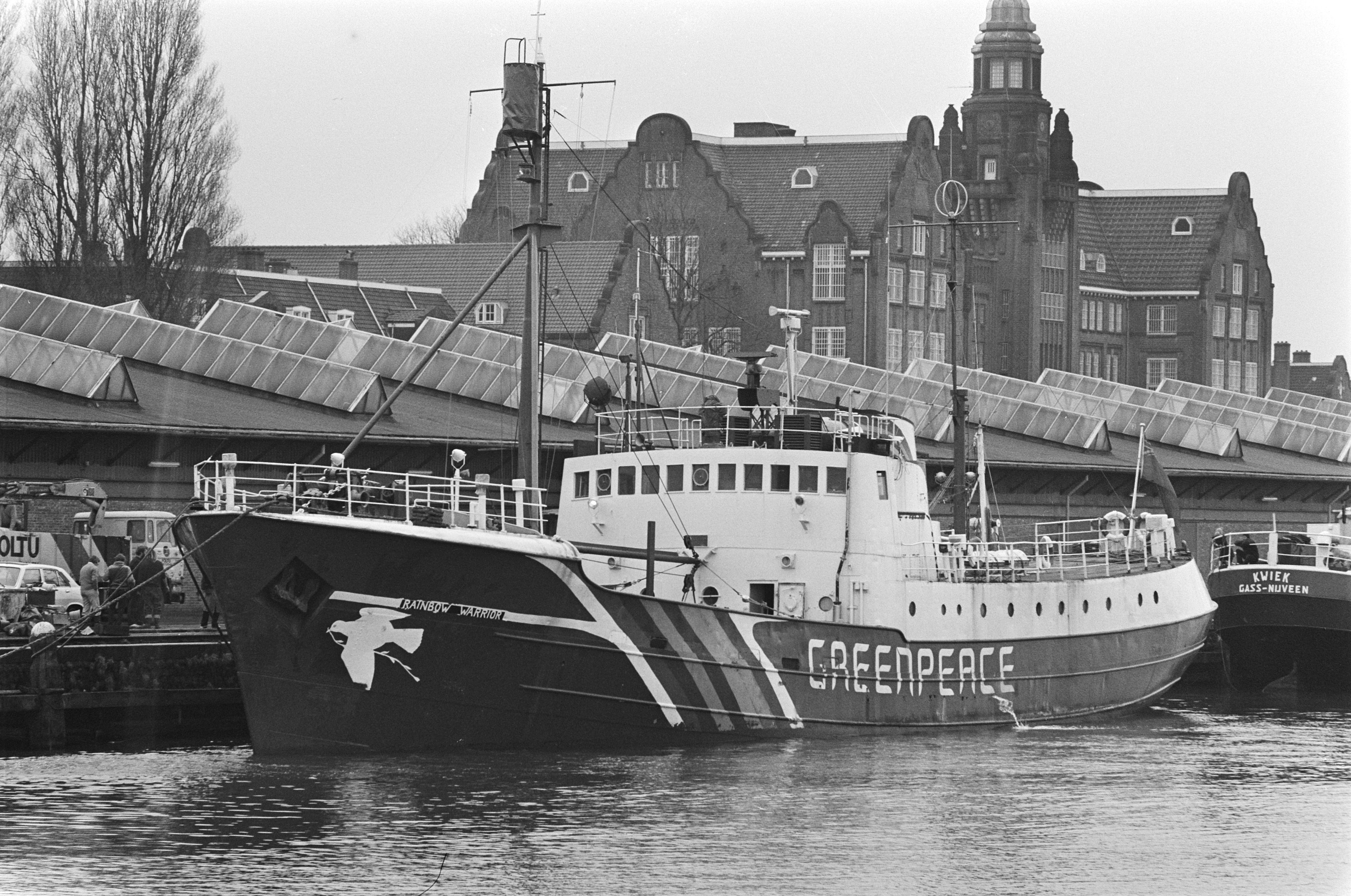
Rainbow Warrior Greenpeaces fartyg Rainbow Warrior sänks av Frankrikes underrättelsetjänst DGSE i Auckland, Nya Zeeland. En miljöaktivist dödas.

  - Tage Erlander begravs i sin födelseort Ransäter i Värmland [5].
  - De svenska femöringarna och tjugofemöringarna upphör att gälla, efter att ha funnits sedan 1873 [5]. Handeln genomför en öresutjämning till närmast jämna tiotal [4].
- 2 juli

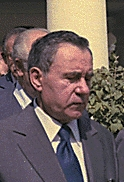
Andrej Gromyko blir Sovjetunionens nye president (ordförande i högsta sovjets presidium), efter att ha varit utrikesminister sedan 1957.

- - Andrej Gromyko utses till Sovjetunionens president.
  - ESA:s rymdsond Giotto skjuts upp.
- 9 juli – En giftskandal inträffar i Österrike där det avslöjas att viner från Burgenland sötats med dietylenglykol [8].
- 10 juli – Greenpeaces fartyg Rainbow Warrior sänks av Frankrikes underrättelsetjänst DGSE i Auckland, Nya Zeeland. En miljöaktivist dödas  [8].
- 19 juli – 235 personer omkommer vid en dammolycka i Stava, Italien [2].
- 13 juli
  - Välgörenhetskonserten Live Aid, för svältande i Etiopien, sänds över världen, på initiativ av Bob Geldof, och 400 miljoner SEK samlas in [8].
  - Ronald Reagan opereras för en tarmtumör.
- 22 juli – En person omkommer och 26 skadas när två bomber exploderar i Danmarks huvudstad Köpenhamn, den ena vid Köpenhamns synagoga och den andra vid en kontorsbyggnad tillhörande Northwest Airlines. Den väpnade organisationen Islamiska jihad tar på sig attentaten.
- 23 juli – I Malmö skjuts en 24-åring med ett "samurajsvärd" i handen ihjäl av polisen med 11 skott sedan han gått bärsärkagång.

### Augusti

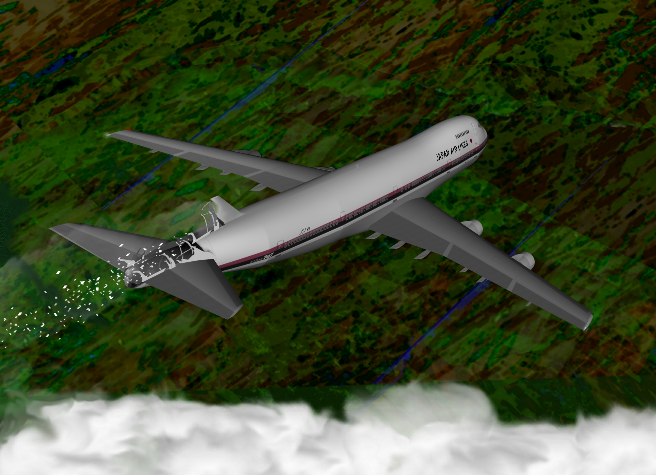
Ett japanskt jumbojet-passagerarflygplan störtar nordväst om Tokyo och 520 personer, vilket är alla i flygplanet utom fyra, omkommer i den värsta singelolyckan i flygets historia.

- 2 augusti – 130 personer omkommer då ett trafikflygplan havererar under landning i Dallas, Texas, USA [2].
- 2–4 augusti – En västtysk tanker stöter på grund och läcker ut 350 ton olja i inloppet till Limfjorden, Danmark. Ett naturreservat hotas, och ett 1 000-tal oljeskadade fåglar måste skjutas [1].
- 3 augusti – 35 personer dödas och omkring 150 skadas vid tågkollision i Frankrike [2].
- 9 augusti – Kravaller utbryter i Kungsträdgården i Stockholm under en rockgala.
- 12 augusti – Ett japanskt jumbojet-passagerarflygplan störtar nordväst om Tokyo och 520 personer, vilket är alla i flygplanet utom fyra, omkommer i den värsta singelolyckan i flygets historia [5].
- 22 augusti
- Nordbanken bildas i Sverige då Sundsvalls- och Uplandsbanken går samman [7].
- Sverige skärper flyktingkontrollen vid Trelleborg då antalet flyktingar med falska pass ökar [4].
- 24 augusti – Ett affärscentrum i Örebro i Sverige brinner ner i en häftig brand.
- 25 augusti – Löpartävlingen Tjejmilen arrangeras i Stockholm, och 6 500 kvinnor i alla åldrar deltar. 43-åriga Evy Palm kommer först i mål [5].
- 28 augusti – Björn Borg blir Sveriges första turistambassadör.
- 31 augusti – 49 personer dödas vid en tågolycka i Frankrike [2].

### September
- 1 september – En fransk expedition finner söder om Newfoundland vraket efter fartyget Titanic som sjönk 1912 [8].
- 7 september – Kraftverksdammen i Noppikoski brister och Dalarna och Hälsingland drabbas av stora översvämningar.
- 11 september – 50 personer dödas vid en tågolycka i Portugal [2].

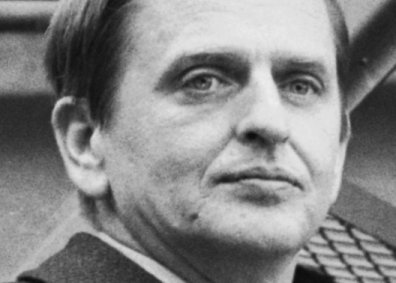
Riksdagsval i Sverige.

- 15 september – I det svenska riksdagsvalet behåller SAP regeringsmakten.[5] Folkpartiet går från 5,9 till 14,2 %, vilket tillskrivs den nye partiledaren Bengt Westerberg [7].
- 19 september – 8 000 personer omkommer vid ett jordskalv i Mexico City [13].
- 25 september – Tre israeliska seglare skjuts ihjäl av palestinier i Cypern. Några dagar senare går Israel till angrepp mot ett PLO-högkvarter i Tunis, och 50 personer dödas [8].
- 27–28 september – Orkanen Gloria härjar i de östra delarna av USA.
- 28 september – Kravaller utbryter i Londonförorten Brixton efter att polisen skjutit en sexbarnsmor.

### Oktober
- 7 oktober – En palestinsk grupp kapar det italienska kryssningsfartyget MS Achille Lauro och tar passagerarna som gisslan[8].
- 9 oktober – Kaparna på MS Achille Lauro mördar en judisk amerikan, men ger upp efter egyptisk medling. Kaparna får fri lejd med ett egyptiskt flygplan.[8]
- 10 oktober – 
  - USA:s flotta stormar det egyptiska flygplan, i vilket kaparna av båten MS Achille Lauro finns, och tvingar piloten att nödlanda på italienska ön Sicilien.[8]
  - USA skickar övervakningssoldater till Sinaihalvön [14].
- 14 oktober – Den svenska regeringen ombildas och socialminister Sten Andersson blir utrikesminister [7].
- 16 oktober – Polisen i Österrike gör det största heroinbeslaget någonsin, 60,5 kg. 21 personer grips.
- 21 oktober – 21 personer omkommer vid en seriekrock söder om Lancaster i England.
- 25 oktober – En våldsam höststorm drabbar Norrland i Sverige. Tiotusentals människor blir utan ström och omkring en miljon kubikmeter skog blåser omkull [1].

### November

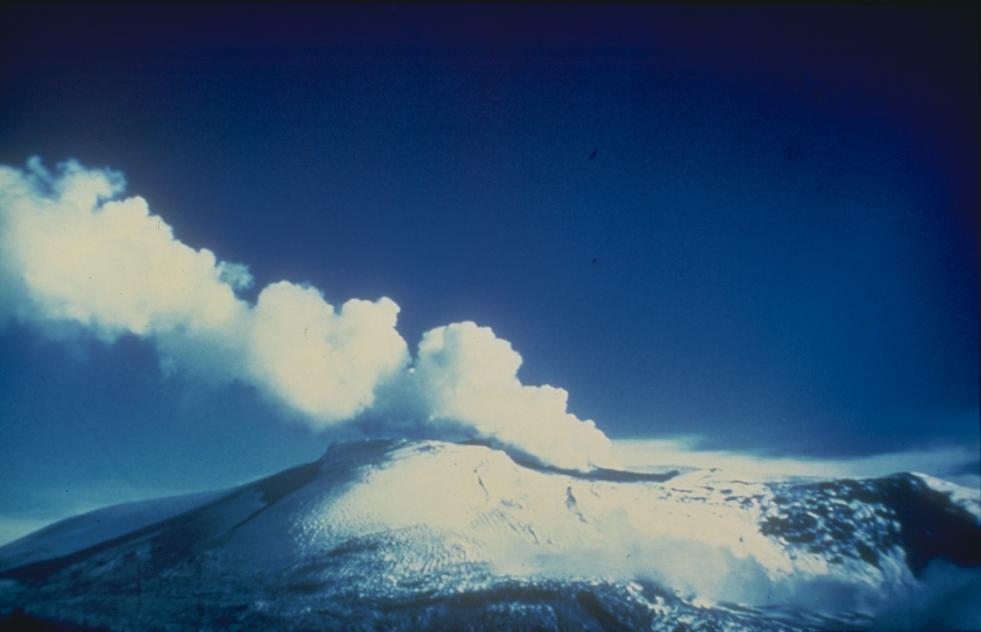
Vulkanutbrott i Colombia.

- 3 november – Olle Nordin tar över som förbundskapten för Sveriges herrlandslag i fotboll [5].
- 9 november – 22-årige Garri Kasparov, Sovjetunionen blir yngste schackvärldsmästaren någonsin då han slår Anatolij Karpov, Sovjetunionen vid en titelmatch i Moskva [5].
- 13 november – Ett vulkanutbrott inträffar i Colombia. Staden Armero begravs och omkring 25 000 människor dör [13].
- 14 november – Claes-Ulrik Winberg avgår som SAF-ordförande [5] efter misstankar att han begått brott under tiden som Bofors-chef [5].
- 18 november – Den tecknade serien Kalle och Hobbe publiceras för första gången i ett antal amerikanska dagstidningar.

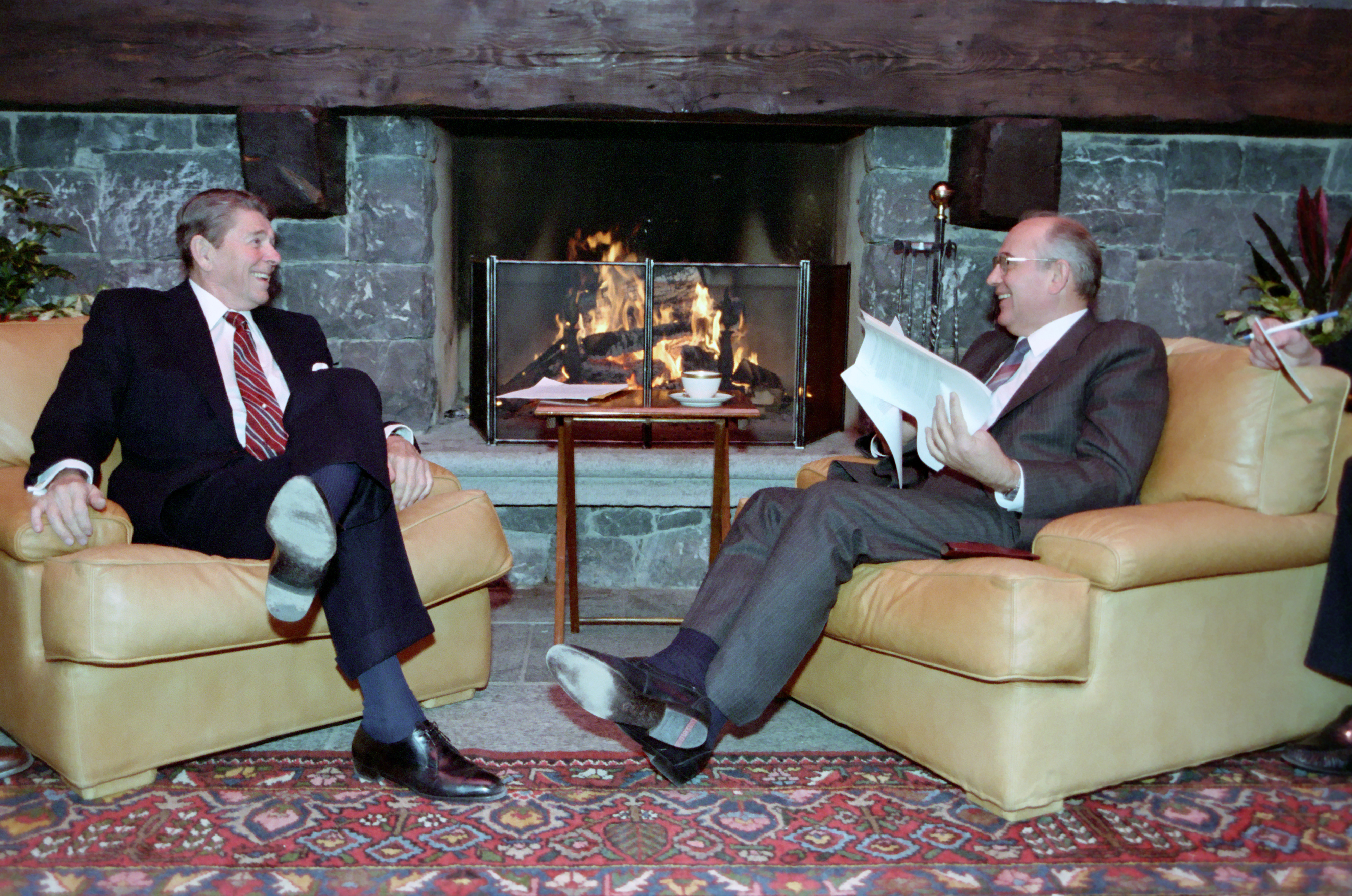
Ronald Reagan och Michail Gorbatjov.

- 19–21 november – Ronald Reagan och Michail Gorbatjov träffas i Genève, Schweiz [5].
- 24 november – En brand utbryter på Gröna Lund, vilket åsamkar skador till ett värde av 10 miljoner kronor.

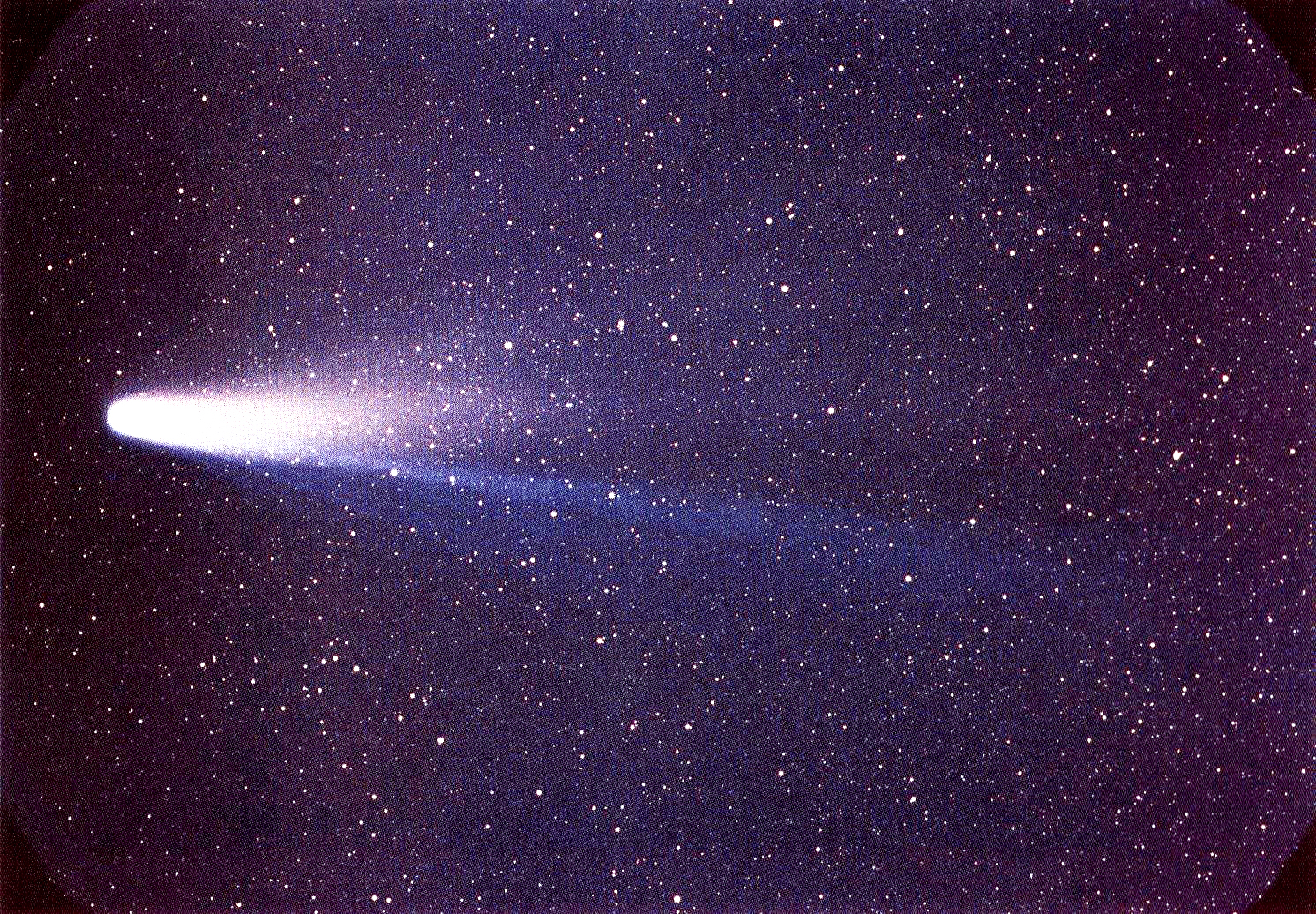
Halleys komet.

- 27 november – Halleys komet passerar jorden.

### December
- 5 december – Thorbjörn Fälldin avgår med omedelbar verkan som partiledare för Centerpartiet efter att valberedningen inte givit honom fortsatt förtroende [5].
- 9 december – Karin Söder utses att leda svenska Centerpartiet efter Thorbjörn Fälldin [4].
- 12 december
  - Ett amerikanskt flygplan med 250 personer störtar över Newfoundland [2]. Under 1985, som räknas som flyghistoriens värsta år någonsin, omkommer totalt 1 948 människor i flygplansolyckor.
  - Lasse Hallströms film Mitt liv som hund efter Reidar Jönssons roman har svensk premiär.
- 15 december  - Sveriges statsminister Olof Palme tillkännager sin avsikt att avge ett officiellt besök i Sovjetunionen.
- 18 december
  - Sveriges riksdag beslutar att katalytisk avgasrening skall införas på bilar från och med 1989 års modell [7].
  - Filmen Tillbaka till framtiden har svensk premiär.
- 19 december – Karin Söder utses att leda Centerpartiet fram till partikongressen. Hon blir Sveriges första kvinnliga ledare för ett svenskt riksdagsparti [7].
- 25 december – Vulkanen Etna i Italien får ett utbrott som dödar en person och skadar fyra.
- 27 december – 15 personer omkommer och hundratals skadas vid terrordåd begångna av Abu Nidal-organisationen på flygplatserna i Rom och Wien.

### Okänt datum
- USA förbjuder ecstasy [15].
- Kenya introducerar ett utbildningssystem efter modellen 8-4-4, vilket innebär att klass 1-8 är primära, klass 9-12 är sekundära och därefter kommer 4-åriga universitetsutbildningar.
- International Nanny Association (INA) bildas i USA för att förbättra standarden på barnflickors arbete [16].
- Sveriges riksdag beslutar att alla barn över ett halvt år skall beredas plats i förskolan.
- Naturgas introduceras i Sverige som energikälla.
- Svenska Statens Invandrarverk sluter avtal om flyktingmottagande med de flesta svenska kommuner.
- Det svenska utlåningstaket för affärsbankerna avskaffas, vilket leder till en omfattande lånekarusell på främst fastighetsmarknaden.
- Volvo bygger en ny fabrik i Uddevalla med statligt stöd som ersättning för det nedlagda varvet.
- Den statliga svenska maktutredningen tillsätts med uppgift att granska maktfördelning och demokrati.
- En särskild svensk kabellag antas, som reglerar sändningen av satellit-TV via kabel. Den stadgar etableringsfrihet, men att tillstånd krävs och att SVT:s utbud måste finnas i kabelutbudet.
- Sveriges regering tillsätter Aidsdelegationen i syfte att förhindra spridningen av HIV-smitta och Aids.
- 1985 räknas som flyghistoriens värsta år någonsin. Totalt omkommer 1 948 människor i flygplansolyckor.

## Födda

### Första kvartalet

#### Januari
- 2 januari
  - Ismaël Bangoura, guineansk fotbollsspelare
  - Sebastian Karlsson, svensk sångare och dokusåpadeltagare.
- 4 januari – Silja Borgarsdóttir Sandelin, finländsk handbollsspelare och politiker.
- 5 januari – Fabienne Suter, schweizisk alpin skidåkare.
- 7 januari – Lewis Hamilton, engelsk Formel 1 förare.
- 13 januari – Malte Forsberg, svensk skådespelare.
- 21 januari – Artur Beterbijev, tjetjensk (rysk) amatörboxare.
- 28 januari – Tom Hopper, brittisk skådespelare.
- 29 januari – Athina Onassis Roussel, dotter till Christina Onassis.

#### Februari
- 1 februari
  - Karine Sergerie, kanadensisk taekwondoutövare.
  - Shellback, svensk musikproducent, låtskrivare och musiker.
- 3 februari – Robert Iler, amerikansk skådespelare, spelade sonen i Anthony Jr. Soprano.
- 5 februari – Cristiano Ronaldo, portugisisk fotbollsspelare.
- 6 februari – Kris Humphries, amerikansk basketspelare.
- 7 februari – Brittany Hayes, amerikansk vattenpolospelare.
- 18 februari – Lee Boyd Malvo, amerikansk seriemördare.
- 19 februari – Arielle Kebbel, amerikansk skådespelare.
- 20 februari
  - Julia Volkova, rysk sångerska, medlem i Tatu.
  - Thomas James "TJ" Kirk III, amerikansk Youtube-personlighet och författare.

#### Mars
- 19 mars – Christine Guldbrandsen, norsk sångerska.
- 20 mars – Stefan Batan, svensk fotbollsspelare.
- 22 mars – Susanna Koski, finländsk samlingspartistisk politiker.
- 26 mars – Keira Knightley, brittisk skådespelare.
- 28 mars – Nesar Ahmad Bahave, afghansk taekwondoutövare.
- 29 mars – Mia Santoromito, australisk vattenpolospelare.

### Andra kvartalet

#### April
- 3 april – Leona Lewis, brittisk sångerska.
- 5 april – Jan Smeets, holländsk schackspelare
- 6 april – Zhao Xue, kinesisk schackspelare.
- 7 april – Sean Banan, svensk komiker sångare och dansare.
- 8 april – Heikki Vestman, finländsk politiker.
- 9 april – Yamashita Tomohisa, japansk sångare och skådespelare.
- 20 april – Pavo Marković, kroatisk vattenpolospelare.
- 23 april – Rachel Skarsten, kanadensisk skådespelare.
- 30 april – Gal Gadot, israelisk skådespelare och fotomodell.

#### Maj
- 2 maj – Lily Allen, brittisk popsångerska.
- 7 maj – John McCombe, engelsk fotbollsspelare.
- 10 maj – Odette Yustman, amerikansk skådespelare.
- 12 maj – Michael Jagmin, amerikansk rocksångare.
- 21 maj
  - Mutya Buena, brittisk sångerska.
  - Mark Cavendish, brittisk tävlingscyklist.
- 22 maj – CariDee English, amerikansk fotomodell.
- 27 maj – Marko Anttila, finländsk ishockeyspelare.
- 28 maj – Colbie Caillat, amerikansk artist.
- 29 maj – Elina Raeder, svensk röstskådespelare.

#### Juni
- 4 juni
  - Lukas Podolski, tysk fotbollsspelare.
  - Bar Refaeli, israelisk fotomodell.
- 6 juni – Jane Moran, australisk vattenpolospelare.
- 7 juni
  - Natalie Kadric, svensk sångerska och dokusåpadeltagare, deltog i Idol 2006.
  - Charlie Simpson, brittisk musiker.
- 8 juni – Sarah Vaillancourt, kanadensisk ishockeyspelare.
- 11 juni – Dzmitry Kaldun, belarusisk sångare.
- 15 juni – Nadine Coyle, brittisk sångerska, medlem i Girls Aloud.
- 17 juni – Elsie Windes, amerikansk vattenpolospelare.
- 20 juni – John Francis Daley, amerikansk skådespelare i Nollor och nördar.
- 21 juni – Lana Del Rey, amerikansk sångare.
- 27 juni
  - Patrik Fahlgren, svensk handbollsspelare.
  - Svetlana Kuznetsova, rysk tennisspelare.
- 30 juni – Michael Phelps, amerikansk simmare.

### Tredje kvartalet

#### Juli
- 2 juli – Ashley Tisdale, amerikansk skådespelare och sångerska.
- 5 juli – Megan Rapinoe, amerikansk fotbollsspelare.
- 7 juli – Shima Niavarani, iranskfödd svensk skådespelare, dramatiker och regissör.
- 10 juli – Saara-Sofia Sirén, finländsk riksdagsledamot.
- 12 juli – Rob Menendez, amerikansk demokratisk politiker.
- 24 juli – Teagan Presley, amerikansk porrskådespelare.
- 25 juli
  - James Lafferty, amerikansk skådespelare.
  - Orgesa Zaimi,  albansk sångerska och radioprogramledare.

#### Augusti
- 5 augusti – Nikša Dobud, kroatisk vattenpolospelare.
- 15 augusti – Johan Kücükaslan, svensk sportjournalist.
- 17 augusti – Klas Eriksson, svensk skådespelare.
- 28 augusti – Shirley Cruz, costaricansk fotbollsspelare.

#### September
- 3 september – Shomari Figures, amerikansk demokratisk politiker.
- 12 september – Jonatan Cerrada, fransk sångare.
- 17 september
  - Jimmy Jansson, svensk sångare.
  - Aleksandr Ovetjkin, rysk ishockeyspelare.
- 29 september – Dani Pedrosa, spansk roadracingförare.

### Fjärde kvartalet

#### Oktober
- 1 oktober – Catrinel Menghia, rumänsk fotomodell.
- 4 oktober – Biurakn Hakhverdian, nederländsk vattenpolospelare.
- 5 oktober – Nicola Roberts, brittisk sångerska, medlem i Girls Aloud.
- 9 oktober – Joakim Lundell, svensk artist.
- 10 oktober – Marina Diamandis, brittisk sångare.
- 11 oktober – Michelle Trachtenberg, amerikansk skådespelare.
- 23 oktober – Masiela Lusha, amerikansk skådespelare.
- 24 oktober
  - Wayne Rooney, brittisk fotbollsspelare.
  - Ozcar Wendt, svensk fotbollsspelare.

#### November
- 8 november – Jack Osbourne, amerikansk skådespelare, skivbolagsdirektör och brandman.
- 10 november – Maja Francis, svensk sångerska.
- 11 november – Casey Stoner, roadracingstjärna från Australien, världsmästare 2007.
- 15 november – Claas Relotius, tysk journalist.
- 16 november – Sanna Marin, finländsk socialdemokratisk politiker.
- 25 november – Marcus Hellner, svensk längdskidåkare.
- 26 november – Lil' Fizz, amerikansk skådespelare och rappare.
- 30 november – Kaley Cuoco, amerikansk skådespelare.

#### December
- 3 december
  - László Cseh, ungersk simmare.
  - Amanda Seyfried, amerikansk skådespelare.
- 11 december – Ariclenes da Silva Ferreira, brasiliansk fotbollsspelare.
- 13 december – Frida Hansdotter, svensk utförsåkare.
- 25 december – Elona Bjoxahi, amerikansk skådespelare med albanskt ursprung.

## Avlidna

### Första kvartalet

#### Januari
- 8 januari – Stig H:son Ericson, 87, svensk sjöofficer, Sveriges marinchef 1953–1961 och riksmarskalk 1966–1976.
- 12 januari – Henry Olsson, 88, svensk litteraturvetare, ledamot av Svenska Akademien.
- 18 januari – Kal P. Dal, 35, svensk rockmusiker.
- 21 januari – Joel Berglund, 81, svensk operachef och hovsångare.

#### Februari
- 12 februari – Nicholas Colasanto, 61, amerikansk skådespelare.
- 20 februari – Clarence Nash, 80, amerikansk röstskådespelare.
- 21 februari – Ina Claire, 91, amerikansk skådespelare.
- 27 februari – Henry Cabot Lodge, 82, amerikansk ambassadör.

#### Mars
- 10 mars
  - Konstantin Tjernenko, 73, sovjetisk politiker, Sovjetunionens kommunistiska partis generalsekreterare 1984–1985[5].
  - Torsten Ehrenmark, 65, svensk journalist.
- 21 mars – Sir Michael Redgrave, 77, brittisk skådespelare.
- 23 mars – Zoot Sims, 59, amerikansk jazzmusiker.
- 26 mars – Anders Cleve, 47, finländsk författare.
- 28 mars – Marc Chagall, 97, rysk-fransk konstnär[6].

### Andra kvartalet

#### April
- 4 april – Georg von Boisman, 74, svensk militär.
- 7 april – Carl Schmitt, 96, tysk filosof och jurist.
- 11 april – Enver Hoxha, 76, albansk politiker, Albaniens arbetarpartis förstesekreterare 1941–1985.
- 21 april – Tancredo Neves, 75, brasiliansk politiker, Brasiliens premiärminister 1961–1962.

#### Maj
- 12 maj – Jean Dubuffet, 83, fransk målare och grafiker.
- 19 maj
  - Hilding Rosenberg, 92, svensk tonsättare och dirigent [7].
  - Leif Sinding, 89, norsk regissör och manusförfattare.

#### Juni
- 21 juni – Tage Erlander, 84, svensk socialdemokratisk politiker, Sveriges statsminister 1946–1969.[5]

### Tredje kvartalet

#### Juli
- 2 juli – David Purley, 40, brittisk racerförare.
- 16 juli – Heinrich Böll, 67, tysk författare, Nobelpristagare i litteratur 1972.
- 22 juli – Matti Järvinen, 76, finländsk spjutkastare.

#### Augusti
- 6 augusti – Forbes Burnham, 62, guyansk politiker, Guyanas premiärminister 1964–1980 och president 1980–1985.
- 9 augusti – Fred Åkerström, 48, svensk vissångare.
- 12 augusti
  - Folke Fridell, 80, svensk författare.
  - Kyu Sakamoto, 43, japansk sångare, skådespelare och komiker.
- 25 augusti – Samantha Smith, 13, amerikansk "fredsduva".
- 26 augusti – Åke Fridell, 66, svensk skådespelare.
- 28 augusti – Ruth Gordon, 88, amerikansk skådespelare och manusförfattare.

#### September
- 7 september – Rodney R. Porter, 67, brittisk biokemist, Nobelpristagare i fysiologi eller medicin 1972.
- 19 september – Italo Calvino, 61, italiensk författare.
- 30 september
  - Charles Richter, 85, amerikansk seismolog.
  - Simone Signoret, 64, fransk skådespelare.

### Fjärde kvartalet

#### Oktober
- 2 oktober – Rock Hudson, 59, amerikansk skådespelare.
- 10 oktober
  - Yul Brynner, 65, rysk-amerikansk skådespelare.
  - Orson Welles, 70, amerikansk filmregissör.
- 13 oktober – Tage Danielsson, 57, svensk komiker, författare, regissör och skådespelare.[5]
- 14 oktober – Emil Gilels, 68, sovjetisk pianist.
- 21 oktober – Dan White, 39, amerikansk politiker.
- 31 oktober – Poul Reichhardt, 72, dansk skådespelare.

#### November
- 15 november – Meret Oppenheim, 72, schweizisk konstnär.
- 17 november – Lon Nol, 72, kambodjansk politiker och militär, Kambodjas premiärminister 1966–1967 och 1969–1972 och president 1972–1975.
- 30 november – Viking Göransson, 85, svensk arkitekt.

#### December
- 16 december
  - Kettil Bruun, 61, finländsk sociolog.
  - Paul Castellano, 70, amerikansk maffiaboss.
- 26 december – Dian Fossey, 53, amerikansk etolog och primatolog.
- 31 december – Ricky Nelson, 45, amerikansk rockmusiker.

## Nobelpris[17]
- Fysik – Klaus von Klitzing, Västtyskland
- Kemi
  - Herbert A Hauptman, USA
  - Jerome Karle, USA
- Medicin
  - Michael S. Brown, USA
  - Joseph L. Goldstein, USA
- Litteratur – Claude Simon, Frankrike
- Fred – Internationella läkarrörelsen mot kärnvapen
- Ekonomi – Franco Modigliani, USA

### Fotnoter
1. 1 2 3 4  Faktakalendern 1997, Semic, 1996
2. 1 2 3 4 5 6 7 8 9  Faktakalendern 1996, Semic, 1995
3. 1 2 3 4 5  Faktakalendern 2000 – 1985 (Sverige), 1999
4. 1 2 3 4 5 6 7 8  Sverige 1900-talet – 1984, NE, Bra Böcker, 2000
5. 1 2 3 4 5 6 7 8 9 10 11 12 13 14 15 16 17 18 19 20 21  20:e århundrades När Var Hur – 1985, Bernt Himmelstedt, Forum, 1999
6. 1 2 3  Faktakalendern 2000 – 1985 (Utlandet), Semic, 1999
7. 1 2 3 4 5 6 7 8 9 10 11  Hundra år i Sverige – 1985, Hans Dahlberg, Albert Bonniers, 1999
8. 1 2 3 4 5 6 7 8 9 10 11 12  100 år med Aftonbladet – 1985, 1999
9. ↑  Kifner, John (15 februari 1985). ”U.S. TV REPORTER FREE IN LEBANON”. The New York Times. http://www.nytimes.com/1985/02/15/world/us-tv-reporter-free-in-lebanon.html?scp=16&sq=%22Jeremy%20Levin%20%22&st=cse. Läst 15 oktober 2009.
10. ↑   Ronald McDonald House Amsterdam, Euronext /euronext.com (läst 06 juni 2025)
11. ↑  ”Poplight - Eurovision Song Contest”. Arkiverad från originalet den 24 oktober 2016. https://web.archive.org/web/20161024022330/http://poplight.zitiz.se/eurovision-song-contest/1985.
12. ↑  Horisont 1985, Bertmarks förlag, sidan 106 - Norsk triumf i Melodifestivalen
13. 1 2 3  Faktakalendern 2006, Semic, 2005
14. ↑  ”USA:s militära insatser i utlandet”. Arkiverad från originalet den 12 oktober 2011. https://www.webcitation.org/62NCLaa95?url=http://www.history.navy.mil/library/online/forces.htm.
15. ↑  ”Narkotika”. Arkiverad från originalet den 24 maj 2011. https://web.archive.org/web/20110524131828/http://members.fortunecity.com/simulatorsmusicsite/droger/narkotika.htm.
16. ↑  ”International Nanny Association”. Arkiverad från originalet den 8 november 2010. https://web.archive.org/web/20101108174414/http://www.nanny.org/index_new.php.
17. ↑  ”Nobelpriset”. https://www.nobelprize.org/prizes/lists/all-nobel-prizes/. Läst 10 april 2011.